# Modellversuch
Ein Modellversuch ist eine örtlich oder zeitlich begrenzte Maßnahme, um eine neue Technologie oder Vorgehensweise hinsichtlich der Praxistauglichkeit zu testen. Sie kann naturwissenschaftlich-technische Zwecke verfolgen, aber in der Verwaltung auch behördlich oder politisch angeordnet sein. Sie hat die Aufgabe festzustellen, ob sich ein neu eingesetztes Vorgehen zu einer Verbesserung der aktuell angewandten Methoden bzw. des Status quo bewährt. Sollte Letzteres zutreffen, ist eine Ausweitung des Geltungsbereiches möglich, im negativen Falle wird auf den ursprünglichen Status zurückgesetzt.
Häufig wird ein Modellversuch in verkleinertem Maßstab zum zu untersuchendem Objekt durchgeführt, um generelle Aussagen zu treffen.
Er findet Anwendung nicht nur in der Technik, sondern auch im bei der Prozessoptimierung von diversen Verwaltungsverfahren sowie bei Produktionsverfahren oder in der Rechtspflege.